# Sport in der Republik Burjatien

Die Nationalflagge der Republik Burjatien

Der Sport in der Republik Burjatien hat sich von der Gründung der Fernöstlichen Republik bis heute kontinuierlich entwickelt. Heutzutage ist der Sport in Burjatien vielfältig und umfasst zahlreiche Winter- und Sommersportarten. Am beliebtesten sind Fußball, Boxen, Leichtathletik, Skifahren und Eislaufen. Dazu kommen die nationalen Sportarten Burjatiens wie das traditionelle Ringen, Bogenschießen und Pferderennen. Diese Sportarten sind vom nomadischen Lebensstil der Burjaten geprägt.

## Geschichte

### Fernöstliche Republik
Am 6. April 1920 wurde in Werchne-Udinsk (heute Ulan-Ude) die Fernöstliche Republik gegründet. Eine spezielle Organisation für die Förderung der Leibeskultur und der sportlichen Aktivitäten der Bevölkerung wurde gegründet.
So wurden in den Jahren 1920–1921 in Werchne-Udinsk mehrere Fußballmannschaften gegründet. Ab 1922 wurden bei verschiedenen Organisationen und in anderen Orten weitere Sportvereine gegründet.

### Sowjetzeit
Im April 1923 wurde dann das Sportkomitee gegründet. Bereits im selben Jahr fand das erste große Sportfest der Stadt statt. Am 2. September 1923 begannen die sogenannten Olympischen Herbstspiele.
Am 10. Dezember 1923 verabschiedete das Zentrale Exekutivkomitee der Burjatisch-Mongolischen Autonomen Sozialistischen Sowjetrepublik (BMASSR) die Satzung des Zentralrats für Körperkultur als Kommission unter dem Zentralen Exekutivkomitee der BMASSR. Diese Satzung regelte die weitere Entwicklung der Körperkultur in der Republik.
Dieses Komitee arbeitete praktisch auf ehrenamtlicher Basis. 1923 wurden im Selenga Aimag (Kreis) und 1924 in den Aimags Alarskij, Barguzinskij, Bochanskij, Troitskosavskij, Chorinskij und Ehirit-Bulagatsky lokale Räte für Körperkultur eingerichtet. In den Dörfern wurde meist die Dorfbibliothek (als zentraler kultureller Treffpunkt und Bildungsstätte im Dorf) aufgefordert, theoretischen Unterricht (wie z. B. in Physiologie und Anatomie) anzubieten und gemeinsame Spiele, Wettkämpfe und Ausflüge zu organisieren.
Am 2. August 1924 fand im Hippodrom von Werchne-Udinsk eine Veranstaltung statt, um den ersten Jahrestag der Gründung der BMASSR zu feiern. Zu dieser Veranstaltung gehörte auch ein umfangreiches Sportprogramm. In den Bezirken wurden dazu Bezirkswettbewerbe abgehalten. Im September 1924 regte der Rat für Körperkultur beim Zentralkomitee der BMASSR auch noch die Bildung einer Schachabteilung in Werchne-Udinskk ein.
Am Anfang des Jahres 1925 wurde der proletarische Sportorganisation Dynamo eröffnet. Dort waren Fußball-, Motorrad-, Schieß-, Leichtathletik- und Schachklubs unter einem Dach vereint.
Der erste Biathlon-Wettbewerb wurde Anfang 1925 in Werchne-Udinsk auf die Initiative des Eisenbahnbataillons hin veranstaltet. Es gab Einzelwettbewerbe über 10 und 15 Meilen sowie Staffelläufe über 15–25 km mit Zielschießen am Ende.
Im Jahr 1925 wurde erstmals ein sechsmonatiger Ausbildungskurs für Sportlehrer angeboten. Vom 26. April bis 29. Mai 1925 fand das erste Werchne-Udinsker Schachturnier auf Stadtebene statt.
Am 13. Februar 1927 fand der erste Werchne-Udinskrt Eisschnelllaufwettbewerb über die Strecken 500, 1500 und 3000 Meter statt. Man lief damals auf Norweger-Schlittschuhen und auch auf Kür-Schlittschuhen. An diesem ersten Wettbewerb nahmen 17 Personen teil.
Am 27. März 1929 begann die erste nationale Schachmeisterschaft. Alexander Mikhaylovich Igumnov gewann den Wettbewerb.
Im Juni 1929 fand die erste mehrtägige Fahrradtour über eine Distanz von 228 km von Troitskosavsk (heute Kjachta) nach Werkhneudinsk in Burjatien statt.
Im Jahr 1930 wurde der Zentralrat für Körperkultur in den obersten Vorstand der Körperkultur umgewandelt. Es folgte eine dynamische Entwicklung der Sportkultur und des Sports. Zahlreiche Sportorganisationen werden gegründet und Wettkämpfe wurden regelmäßig durchgeführt. Auch in den Bildungseinrichtungen wurden solche Turniere veranstaltet.
In den 1930er Jahren wurde unter dem Motto „Bereit zur Arbeit und zur Verteidigung“; ein einheitlicher Sportstandard erarbeitet, der eine Reihe von körperlichen Übungen umfasste, die auf die bessere Entwicklung des Breitensports und die vermehrte Wehrfähigkeit der Nation abzielten. Es wurden dabei Massenläufe, Schwimmen, Wanderungen, Spaziergänge und andere Veranstaltungen popularisiert. In enger Zusammenarbeit mit den Wehrersatzämtern der Roten Armee wurden auch Kavallerie- und Schützenvereine gegründet, die bei den Jugendlichen sehr beliebt waren. Im Jahr 1932 gehörten über 1000 Personen zu solchen Schützenvereinen und etwa 600 zu den Kavallerievereinen.
In den frühen 1930er Jahren begann der massenhafte Aufbau von Sportplätzen und Stadien. Im Jahre 1931 wurde mit dem Dynamo-Stadion am Ufer der Uda in Werkhneudinsk, das erste große Stadion der Stadt eröffnet. Im Jahr 1938 gab es in Burjatien bereits 8 Turnhallen und mehrere Skigebiete. Regelmäßige Schießwettbewerbe auf Bezirks- und Landesebene wurden ins Leben gerufen.
In den Jahren 1934 und 1935 unternahm eine Gruppe von Skifahrern unter der Leitung des Dichters Semyon Borisovich Metelitsa eine Expedition zwischen Werchne-Udinsk und Irkutsk. Sie legten dabei fast 453 km zurück. 1935 wurde auch eine eigene Frauenmannschaft für Skilanglauf gegründet. Sie organisierte eine 100 km Expedition von Werchne-Udinsk nach Kabansk, sowie zwei längere Strecken von Werchne-UIdinsk nach Kjachta mit 560 km, gefolgt von insgesamt fast 800 km von Werchne-Udinsk über Irkutsk nach Kutulik.
Am 21. Oktober 1936 brachen Langläufer zu ihrer langen Expedition von Ulan-Ude nach Moskau auf. Fünf der Teilnehmer erreichten schließlich am 6. März 1937 im Moskauer Dynamo-Stadion das Ziel. Sie hatten auf ihren Skiern in 93 Tagen 6045 km zurückgelegt. Auf Erlass des Zentralen Exekutivkomitees der UdSSR vom 9. März 1937 wurde allen Teilnehmern der Expedition der Orden “Zeichen der Ehre”, eine der höchsten staatlichen Auszeichnungen der Sowjetunion verliehen. Ihre denkwürdige Expedition hatte erhebliche Auswirkungen auf die Entwicklung des Tourismus und des Skisports in Burjatien.
Im Juli 1936 wurde dann der oberste Vorstand für Körperkultur durch den Ausschuss für Körperkultur und Sport ersetzt. Das Komitee sollte in dieser Form dann bis 1953 fortbestehen.
In der zweiten Hälfte der 1930er Jahre entwickelten sich in Burjatien neue Sportarten: Gewichtheben, Hockey, Skifahren und Motorradsport. Die Gründung von freiwilligen Sportvereinen begann. Bis 1937 waren sechs freiwilligen Sportvereinen gegründet worden: Lokomotiv, Medik, Spartak, Burevestnik, Dynamo und Temp, was zur aktiven Entwicklung des Sports und der Sportkultur in der Republik geführt hat. Auf diese Weise wurden um das Jahr 1940 in den burjatischen Sportvereinen bereits 22 verschiedene Sportarten betrieben.
Während des Großen Vaterländischen Kriegs wurde ein spezieller Exerzierdienst entwickelt und zunehmend paramilitärische Wettkämpfe durchgeführt. Die Teilnehmerzahlen waren riesig. So nahmen während des Krieges über 91.000 Personen am Sommerlanglauf und über 105.000 am Winterlanglauf teil. Das erste Skibataillon aus freiwilligen Sportlern wurde noch während des sowjetisch-finnischen Krieges in Ulan-Ude gegründet. Zu Beginn des Zweiten Weltkrieges wurde dann in Ulan-Ude ein weiteres Skibataillon, diesmal aus Mitgliedern des Komsomol rekrutiert. Im Jahr 1944 wurde in Ulan-Ude ein Boxverein gegründet.
In den Nachkriegsjahren wurden Volleyball, Fußball, Schießen und Skifahren, Leichtathletik, Eisschnelllauf und Radsport, das Schach- und Damespiel sowie Boxen populär. In den frühen 1950er Jahren wurden in den Schulen für alle Schüler Skiwettbewerbe um die Preise der Zeitung Pionerskaya Pravda veranstaltet.
1948 wurde in Ulan-Ude das nach dem 25. Jahrestag der Gründung der Burjatischen ASSR benannte Stadion mit 12.000 Plätzen eröffnet. Es wurde damit das größte Stadion, das jemals in Ulan-Ude existiert hat.

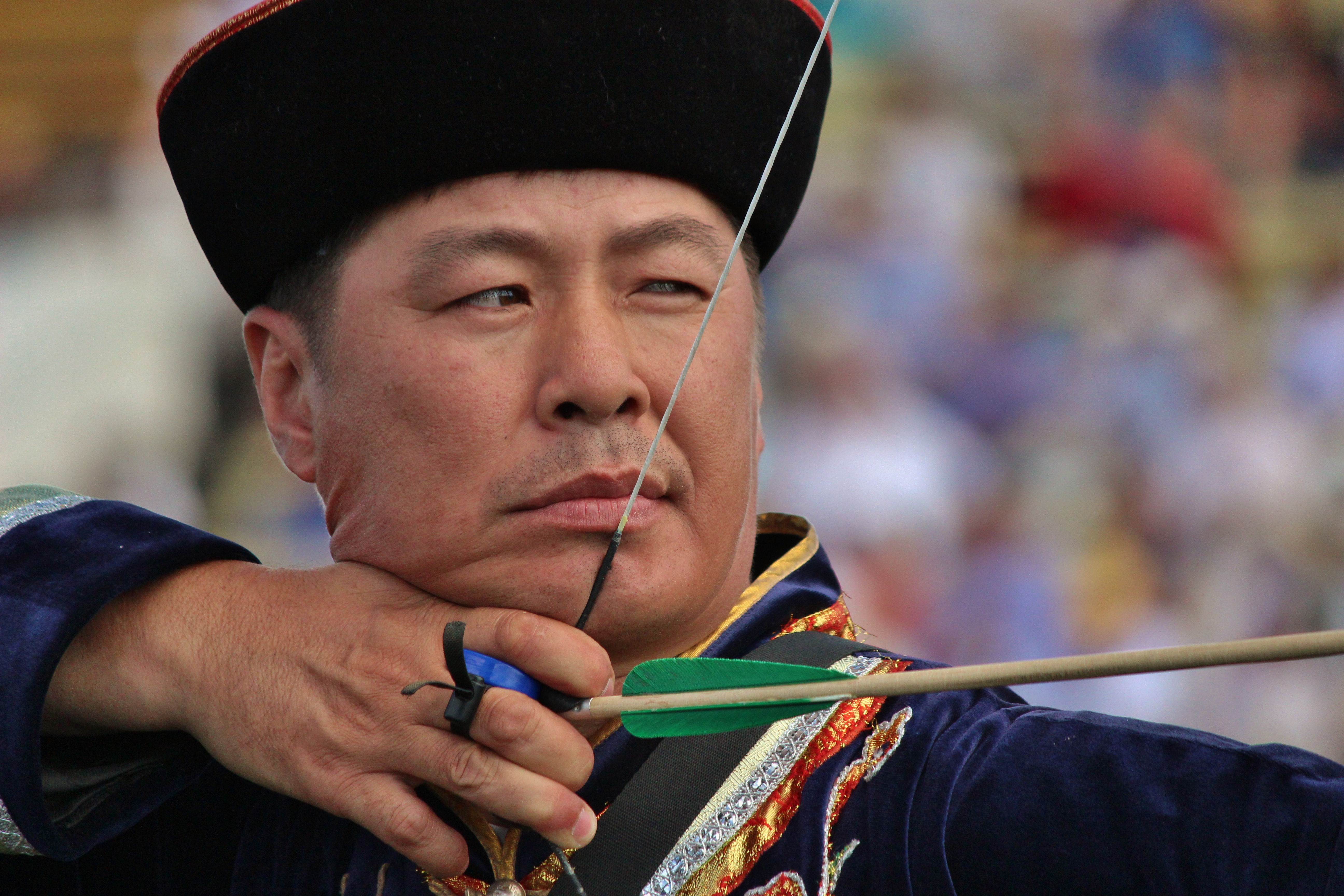
Bogenschießen im nationalen Burjatenischen Tracht beim Kulturfestival „Altargana 2012“

In den späten 1950er Jahren entwickelten sich das internationale Bogenschießen und das Freistilringen als anerkannte Sportarten.
Der Fußballclub Selenga wurde 1958 in Ulan-Ude gegründet.
Die erste burjatische Meisterschaft im Freistilringen wurde 1962 durchgeführt. In 40 Jahren wurden in Burjatien 200 Meisterringer nationaler Klasse, 18 Meister des Sports internationaler Klasse und 3 Verdiente Meister des Sports im Freistilringen vorbereitet.
Insgesamt wurden in der Burjatischen ASSR während der Sowjetzeit 10 verdiente Meister des Sports, 58 Meister der Internationalen Klasse und etwa 800 Meister des Sportes ausgebildet.

### Postsowjetische Zeit
Ende des 20. und Anfang des 21. Jahrhunderts wurden in Burjatien Sportarten wie Armdrücken, Kraftdreikampf, Taekwondo, Gewichtheben, Kickboxen, Radsport und andere Sportarten populär.
Regelmäßig werden große Sportwettkämpfe abgehalten wie: Die Loipe Russlands, Geländelauf der Nationen und andere. So wurden allein im Jahr 2007 in Burjatien mehr als 600 Sportveranstaltungen durchgeführt, die meisten davon landesweite und Massenveranstaltungen.

## Nationale Sportarten

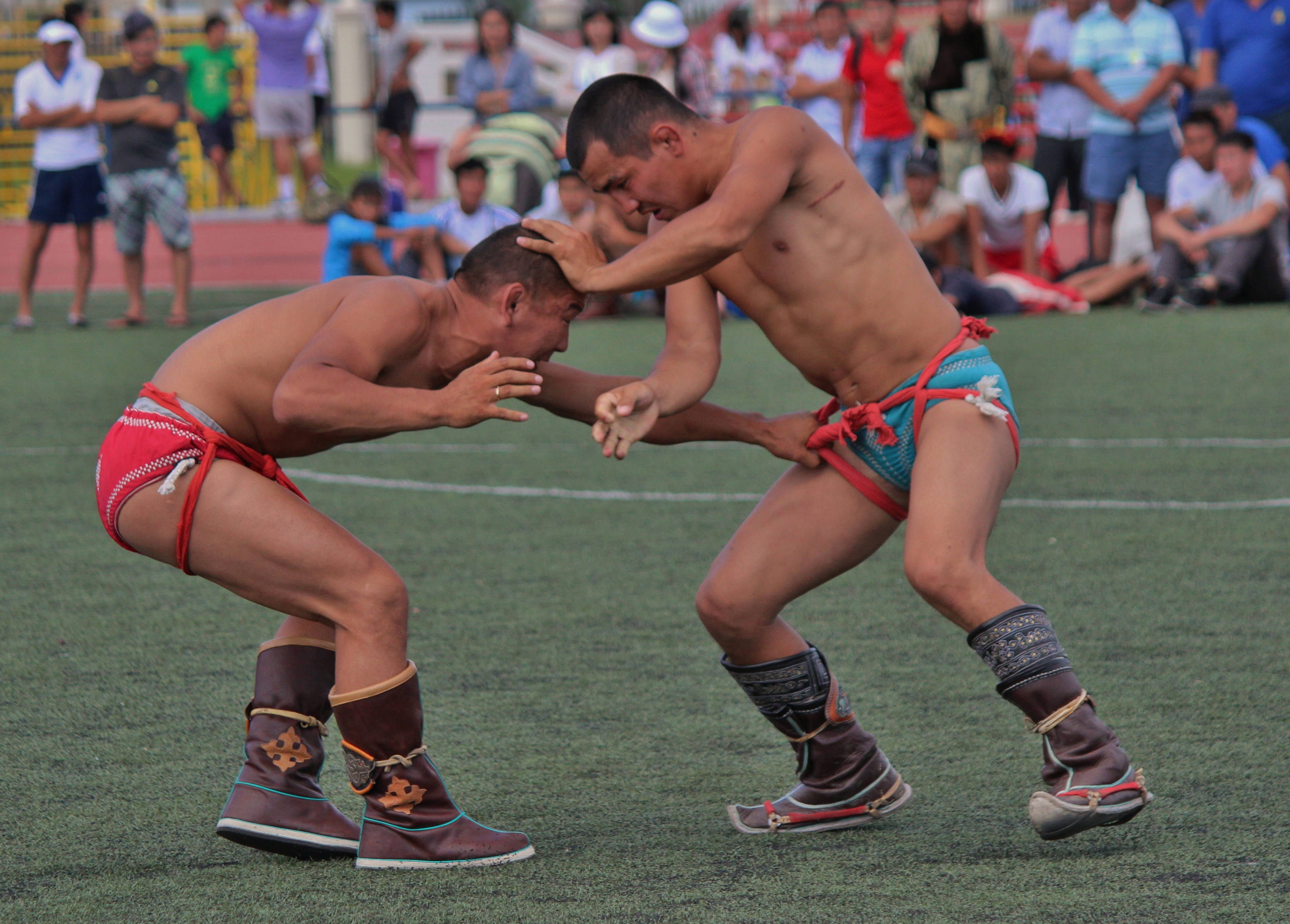
Burjatischer Ringer: Stiefel, kurze Hose und mit Gürtel

In Burjatien ist ein typisch männlicher Dreikampf nach wie vor weit verbreitet: Er verbindet Ringen, Bogenschießen und Pferderennen. Diese drei Arten von Übungen bildeten die Grundlage für Surharbaan (Эрын гурбан наадан; Die drei männlichen Spiele).
In vielen burjatischen traditionellen Kinderspielen werden oft Tiere dargestellt: Pferde, Kamele, Wölfe, Marale, Füchse, Bären und Vögel. Diese Spiele kommen dabei ganz ohne Gegenstände aus, besonders populär sind:
- „Das Kamel fängt das Kamelkalb“[1] (ähnlich dem Katz-und-Maus-Spiel).
- „Suche nach Ahle und Schere“[2] – Aus den Spielern wird eine „Oma“ ausgewählt. Die anderen Spieler setzen sich hintereinander in die Hocke und halten sich am Gürtel fest. „Oma“ kommt zu ihnen. Sie sagt, sie suche nach einer Ahle und einer Schere, die man braucht, um einen Splitter aus der Nase des Kamels zu ziehen. Die Aufgabe der „Oma“ besteht darin, bei den Kindern eine Ahle und eine Schere zu finden.
- „Habicht und Ente“[3] (ähnlich dem Greifspiel).
- „Fäustlinge verfolgen“[4] – die Spielenden setzen sich eng hintereinander, und geben dann einen Handschuh hinter ihrem Rücken unbemerkt von Hand zu Hand weiter. Wer einen Handschuh in der Hand hat, fängt an. Die Aufgabe des Führers besteht darin, den Handschuh in den Händen eines Spielers zu finden.
- „Sibirisches Murmeltier fangen“[5] (ähnlich dem Greifspiel).
- „Töpfe spielen“ – Kinder sind Töpfe, setzen sich in die Hocke oder bilden einen Kreis. Hinter jedem Topf steht ein Spieler, der den Topf beherrscht. Als Nächstes führen der Besitzer und der Käufer eine Zählung durch und wer schneller zum Topf kommt, erhält ihn.
- „Mützen spielen“ – Alle setzen sich in einen Kreis, der Anführer läuft um den Kreis herum, legt unbemerkt eine Mütze hinter jemanden auf den Rücken. Die anderen versuchen, den Moment nicht zu verpassen, wenn er die Mütze fallen lässt. Wer eine Mütze hinter seinem Rücken hat, muss sich erheben, die Mütze ergreifen, dem Anführer hinterherlaufen, ihn überholen und mit der Mütze den Anführer berühren, bis er sich auf einen leeren Platz gesetzt hat.

Spiele mit kleinen Tierknochen:
- „Werfen einen Rammknochen“ (burj. Baabhä) – die Kinder versuchen aus kurzer Entfernung, einen Zielknochen namens «Baabhi» zu treffen und ihn aus dem Quadrat auf dem Boden hinauszuschießen;

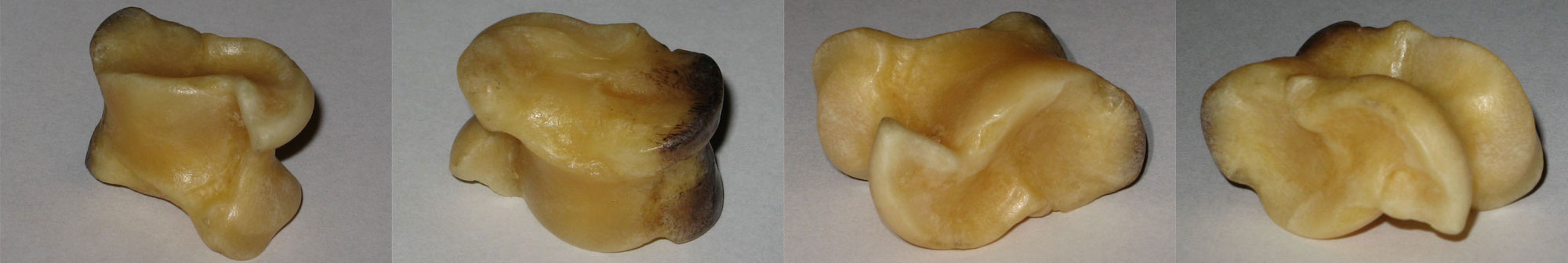
Schafknöchel in den Positionen: Kamel, Pferd, Schaf, Ziege

- „Schagai“ mit Spielarten: „Perlen werfen“ – eine Art von Shagai, in dem mann die Perlen nach oben werfen müssen, und während sie in der Luft fliegt, muss so viele Knochen wie möglich vom Tisch zu nehmen. „Alchiki“ – es gelten gleichen Regeln aber hierzu werden andere Würfel verwendet (Alchik ist das Knöcheln des Kniegelenks eines Schafes oder Widders).

Das logische Spiel „Sсhatar“ ist eine Art von Schach.
Zu den beliebten Aktivitäten der russischen Bevölkerung gehören auch zahlreiche andere Aktivitäten wie zum Beispiel: Lapta, Rodeln, Schlittschuhlaufen, Skifahren und Gorodki, sowie Wettbewerbsspiele.
Zu den typischen burjatischen nationalen Sportarten gehören Bogenschießen, Boxen, Pferderennen und Ringkampf.
In den Schulen beschäftigt man sich mit Gymnastik und Fitness-Training.

## Athleten Burjatiens

### Olympiasieger
- Wladimir Safronow, Box-Weltmeister bei den XVI. Olympischen Sommerspielen (Melbourne, 1956);
- Ljudmila Titowa, Siegerin der X. Olympischen Winterspiele (Grenoble, 1968) und Medaillengewinnerin der XI. Olympischen Winterspiele (Sapporo, 1972) über 500 Meter.

### Olympiamedaillengewinner
- Bair Badjonow, Bogenschütze und Bronzemedaillengewinner bei den Olympischen Spielen von 2008 in Peking.
- Wilikton Barannikow, Silbermedaillengewinner der Olympischen Sommerspiele 1964 in Tokio im Boxen, sechsmaliger Gewinner der UdSSR-Meisterschaften;
- Wladimir Jeschejew, Weltmeister im Bogenschießen von 1987 und Bronzemedaillengewinner bei den Olympischen Sommerspielen in Seoul. Leiter des Russischen Bogenschützenverbandes.
- Ljubow Wolossowa, Bronzemedaillengewinnerin bei den Olympischen Sommerspielen 2012 im Freistilringen bis 63 kg.
- Inna Stepanowa, Weltmeisterin im Bogenschießen 2015 in Kopenhagen und Silbermedaillengewinnerin bei den Olympischen Sommerspielen 2016 in Rio de Janeiro.
- Bazar Bazarguruev, Ringer und Bronzemedaillengewinner bei den Olympischen Spielen in Peking, der für Kirgisistan startet.

### Teilnehmer bei Olympischen Spielen
- Pjotr Nikolajew, Teilnehmer der XV. Olympischen Spiele in Helsinki 1952, mehrfacher UdSSR-Rekordhalter im Schießen;
- Georgij Iwakin, Teilnehmer an den XV. Olympischen Spielen im 800-Meter-Lauf, zehnfacher UdSSR-Rekordhalter;
- Ekaterina Parliuk, Teilnehmerin an den XVII. Olympischen Spielen in Rom 1960, 800-Meter-Lauf, sechsfache Meisterin der UdSSR;
- Pawel Jakowlew nahm 1980 in Moskau bei den Olympischen Spielen am 1500-Meter-Lauf teil und gewann zahlreiche Meisterschaften und Medaillen für die UdSSR;
- Jurij Malichin, Teilnehmer der Olympischen Winterspiele 1968 in Grenoble, Meister der UdSSR in den Jahren 1968 und 1970;
- Pawel Pegow war Teilnehmer an den XIV. Olympischen Winterspielen 1984 in Sarajevo im Eisschnelllauf und vierfacher Weltrekordhalter;
- Balzhinima Tsyrempilov war ein mehrfacher europäischer und russischer Meister im Bogenschießen. Teilnehmer an den XXVII. Olympischen Spielen in Sydney, den XXVIII. Olympischen Spielen in Athen und den XXIX.
- Boris Budayev war 1982 Europameister im Freistilringen, 1985 UdSSR-Meister, 1989 Weltmeister, vierfacher russischer Meister, Teilnehmer an den 26. Olympischen Spielen in Atlanta 1996.
- Miroslawa Dalbajewa war Teilnehmerin an den Olympischen Spielen in Peking im Bogenschießen.
- Boris Zoriktujev war Teilnehmer an den Olympischen Spielen in München und UdSSR-Boxmeister 1972.

### Welt- und Europameister
- Yulia Aduschnajeva war Meisterin der Internationalen Sportklasse und Europameisterin im Taekwondo;
- Boris Baglajev war der Taekwondo ITF-Weltmeister 2011
- Aldar Baljinimajev war Junioren-Olympiasieger von Singapur 2014; Goldmedaille bei der Junioren-Europameisterschaft in Zrenjanin, Serbien;
- Boris Budaew, Ringer, Weltmeister 1989, Europameister 1982
- Bair Vanjilow war dreifacher Weltmeister im Kampfsambo
- Sergej Dorzhitarov war zweifacher Weltmeister im Kampfsport Sambo;
- Wladimir Jeschejew wurde 1987 Weltmeister im Bogenschießen und gewann in Seoul eine olympische Medaille. Leiter des Russischen Bogenschützenverbandes;
- Zoja Imenokhojeva war Weltmeisterin (1998) und ist Cheftrainerin der russischen Eishockeynationalmannschaft der Frauen;
- Evgenij Otsimik war vierfacher Taekwondo-Weltmeister
- Alexander Bogomojew, dreifacher russischer Meister, Europameister 2015 im Freistilringen, Master of Sport International Class im Freistilringen;
- Sergei Popow, 1958 Europameister im Marathonlauf;
- Natalia Solominskaja war Meisterin der internationalen Sportklasse in der Leichtathletik, Weltmeisterin und russische Meisterin über 5 km im Jahr 1995;
- Sergej Halmakschinow war Weltmeister in der Leichtathletik.

### Die World University Games
- Alissa Schambalowa war vierfache Siegerin der Winter-Universiade 2019.

### Russische Meister
- Tamir Galanow war dreifacher russischer Boxmeister (2009, 2012, 2013).